# ゲキカラドウ
『ゲキカラドウ』は、2021年1月7日（6日深夜）から3月25日（24日深夜）までテレビ東京系列の深夜ドラマ枠「ドラマホリック!」で放送されたテレビドラマ。主演はテレビドラマ単独初主演となる桐山照史（ジャニーズWEST）。登場する激辛料理店は実在の店舗で撮影している。
2023年4月7日（6日深夜）から6月23日（22日深夜）まで、同局の「木ドラ24」枠にて続編となる『ゲキカラドウ2』が放送された。
本稿では便宜上、第1作をS1、続編をS2の略称で表記する。

## あらすじ
中堅飲料メーカー「ロンロン」大阪本社から東京支社の営業促進室所属に異動となった猿川健太は、異動初日に老舗酒店への営業回りで厳しい応対をされる。その日の晩の歓迎会では激辛料理に圧倒され、室長の谷岡和彦から激辛道（ゲキカラドウ）を説かれる。激辛料理で気合いを入れ直した猿川は酒店を再び訪れ、相手先の態度を軟化させることに成功する。帰社後、猿川は攻略難易度が記された顧客リストを目にするが、件の酒店の難易度は（最も易しい）「一辛」と評価されていた。
その後も谷岡らの薫陶を受けた猿川は「五辛」など攻略難易度が高いとされる顧客との交渉に成功していき、営業促進室全体の成績も上がったことからそのまま東京支社での活動を続けていくことになった。

## キャスト
猿川健太
演 - 桐山照史（ジャニーズWEST→WEST.）
本作品の主人公。中堅飲料メーカー「ロンロン」の東京支社の営業促進室所属の社員で明るく愛嬌のある性格。
大阪本社の実績が認められて異動してきた東京支社で激辛料理好きの社員たちと出会い、激辛道に目覚めていく。

### ロンロン
大河内友麻
演 - 泉里香（S1）
「ロンロン」東京支社の営業促進室所属の社員。
激辛道において美と健康を追求する営業促進室の紅一点。猿川とは同期入社。
篠宮亮介
演 - 中村嶺亜（7 MEN 侍 / ジャニーズJr.）（S1）
東京支社の営業促進室所属の社員。
激辛料理好きの社員たちに囲まれた中で、辛い物を好んで食べる人の気が知れないと思っている。
山崎裕也
演 - 森田甘路
東京支社の営業促進室所属の社員。
ポッチャリ体型そのままに食べることが大好き。温和な性格でありおしゃれ好きで意外とモテる。
秋山雅人
演 - 前川泰之
東京支社の営業促進室所属の社員。
激辛道ならぬ“モテ辛ドウ”を提唱しているチョイ悪的な存在。
谷岡和彦
演 - 平田満
東京支社の営業促進室室長で激辛道（ゲキカラドウ）の創始者。
恐妻家で一見すると頼りなさそうな感じだが、猿川が激辛道を極めていくきっかけを与える父親的存在。
小野寺美優
演 - 土村芳（S2）
大阪本社から異動してきた猿川の同期でライバル。
激辛料理を食べると豹変し、本音をズケズケと言うようになる。
鴨下晃
演 - 福本大晴（Aぇ! group / 関西ジャニーズJr.）（S2）
社長の息子。新しく営業促進室に配属される。
鴨下逸郎
演 - 高田純次（S2）
社長。

### ゲスト

#### S1

##### 第1話
葛城一郎
演 -  相島一之

らーめんランド店主
演 - 村松利史

##### 第2話
西寺祐樹
演 - 長谷川朝晴
五十嵐
演 - 菅原大吉

ヒーハーイーツ配達員
演 - 村上純（しずる）（第5話、第10話 - 最終話）

##### 第3話
大山田
演 - 麿赤兒

武田
演 - バッドナイス常田

由美
演 - 内海誠子

##### 第4話
高宮まり子
演 - 佐津川愛美

前田直
演 - 丸山智己

谷岡千里
演 - 里内伽奈（10話エンドロール、第11話、S2第9話）
谷岡の娘。

##### 第5話
牛島
演 - 板尾創路

アカリ
演 - 水崎綾女

##### 第6話
磯部友香
演 - 朝加真由美

##### 第8話
香澄
演 - 武田玲奈

##### 第9話
タナカ
演 - 山田純大

丹野（タンタン遊園・前社長）
演 - おかやまはじめ

##### 第10話
吉川高美
演 - 松下由樹

逢沢智子
演 - 坂野真理

谷岡一美
演 - 有森也実（第11話、S2第9話）
谷岡の妻。

##### 最終話
蒙古タンメン中本・店員
演 - 鈴木亜美

蒙古タンメン中本・店長
演 - 白根誠（S2最終話）

#### S2

##### 第1話
陣内由美
演 - 雛形あきこ（第11話）
ホットヨガスタジオ「RENEW」のオーナー兼トレーナー。
ヒーハーイーツ配達員
演 - 岩永ひひお（第6話・第11話・最終話）
バス停での待ち人
演 - 瀬戸口祥侑

##### 第2話
鬼平
演 - 小沢和義
「鬼平工業」の社長。
タカ
演 - 白石朋也

##### 第3話
三つ葉慶子
演 - かたせ梨乃
「三つ葉文具」の社長。辛い物が苦手。
南太郎
演 - 森岡豊

##### 第4話
田淵百合枝
演 - 中山忍
そば処「田ぶち」の女将。

##### 第5話
関西男
演 - 木村知貴
上条彩名
演 - 豊島心桜
山中秀勝
演 - 仲義代
島村洋
演 - 加藤碧

##### 第6話
姉ヶ崎太郎
演 - 岡田浩暉
「焼肉王子」の社長。

##### 第7話
古村義人
演 - 佳久創
「ヨントリー」の人事部で働く、猿川の大学時代の先輩。

##### 第8話
大橋隼人
演 - 本宮泰風
プロレス団体「ロイヤルロード」の社長。元有名プロレスラー。
レイコ
演 - 赤井沙希
「ロイヤルロード」所属の女子プロレスラー。美優の中学高校の同級生。

##### 第9話
佐藤啓樹
演 - 武田航平
谷岡の娘の恋人。自動車メーカーのデザイナー。

##### 第10話・第11話
リン
演 - 真飛聖
中国の茶葉ブランド「茶王」の社員。CEOの右腕。
ワン
演 - 和田聰宏
中国の茶葉ブランド「茶王」のCEO。
桐生
演 - 宮川一朗太
世界でトップのドリンクメーカー「ハッスルコーラ」の社員。

##### 最終話
トルコ料理店の店主夫妻
演 - フェルナンデス直行、坂倉奈津子

## スタッフ
- 脚本
  - S1 - 吉本昌弘、神田優、政池洋佑、本田隆朗
  - S2 - 吉本昌弘、神田優、政池洋佑、守口悠介[4]
- 音楽
  - S1 - 諸橋邦行
- 主題歌 - ジャニーズWEST（ジャニーズ エンタテイメント）
  - S1 - 「週刊うまくいく曜日」
  - S2 - 「しあわせの花」[10]
- 監督
  - S1 - 柴田啓佑、ヤングポール、西川達郎
  - S2 - 柴田啓佑、松本拓、角田恭弥[4]
- チーフプロデューサー - 山鹿達也（テレビ東京）（S1）
- プロデューサー
  - S1 - 松本拓（テレビ東京）、尾花典子（ジェイ・ストーム）、渋谷未来（The icon）、古林都子（The icon）
  - S2 - 松本拓（テレビ東京）、澤田賢一[4]
- 制作
  - S1 - テレビ東京、ジェイ・ストーム、The icon
  - S2 - テレビ東京、カーツメディアワークス[4]
- 製作著作
  - S1 - 「ゲキカラドウ」製作委員会
  - S2 - 「ゲキカラドウ2」製作委員会[4]

## 放送日程
| 話数   | 放送日        | サブタイトル                     | ラテ欄                                          | 脚本     | 監督         |
| ------ | ------------- | -------------------------------- | ----------------------------------------------- | -------- | ------------ |
| 第1話  | 2021年1月07日 | 辛口酒店と激辛ラーメン           | 新感覚…激辛グルメドラマ開幕! 50辛地獄ラーメン!? | 吉本昌弘 | 柴田啓佑     |
| 第2話  | 1月14日       | 辛口激安スーパーと激辛焼肉       | カラとシビ? 奇跡の絶品タレ! 激辛焼き肉&ホルモン | 吉本昌弘 | 柴田啓佑     |
| 第3話  | 1月21日       | 辛口カラテ道場と激辛マーボー豆腐 | 60辛! 地獄谷の麻婆豆腐&ラー油ごはん             | 神田優   | 柴田啓佑     |
| 第4話  | 1月28日       | 辛口経理部長と激辛タイ料理       | 激辛タイ焼きそば&タイカレー! 超甘口な社内恋愛?  | 神田優   | 西川達郎     |
| 第5話  | 2月04日       | 辛口キャバクラと激辛お好み焼き   | 激辛絶品お好み焼き&奇跡の肉焼き…!               | 本田隆朗 | ヤングポール |
| 第6話  | 2月11日       | 辛口銭湯と激辛メキシコ料理       | 激辛メキシコ料理! ビーフタコス&超絶品エビ炒め   | 政池洋佑 | 柴田啓佑     |
| 第7話  | 2月18日       | 辛口同期と激辛プデチゲ           | 激辛プデチゲ&餃子 美女の誘惑で大混乱            | 吉本昌弘 | 柴田啓佑     |
| 第8話  | 2月25日       | 激辛アラビアータとモテカラドウ   | 激辛アラビアータ&ジョロキアチキン!              | 政池洋佑 | ヤングポール |
| 第9話  | 3月04日       | 辛口外資系企業と激辛ハンバーガー | 激辛ハンバーガー&（秘）ミルクサイダー!          | 神田優   | ヤングポール |
| 第10話 | 3月11日       | 辛口料亭と涙の激辛丼             | 絶品! 涙のわさび丼&究極の鮪と卵焼き             | 政池洋佑 | 西川達郎     |
| 第11話 | 3月18日       | 谷岡流激辛もつ鍋                 | 秘伝! 激辛博多料理 明太もつ鍋&肉焼き            | 吉本昌弘 | 柴田啓佑     |
| 最終話 | 3月25日       | さらば愛しのゲキカラドウ         | さらば愛しの激辛道 6つの激辛ラーメン            | 吉本昌弘 | 柴田啓佑     |

| 話数   | 放送日        | サブタイトル                    | ラテ欄 | 脚本     | 監督     |
| ------ | ------------- | ------------------------------- | ------ | -------- | -------- |
| 第1話  | 2023年4月07日 | 辛口ヨガスタジオと激辛中華料理  |        | 吉本昌弘 | 柴田啓佑 |
| 第2話  | 4月14日       | 辛口鉄工所と激辛ロングトッポギ  |        | 神田優   | 松本拓   |
| 第3話  | 4月21日       | 辛口文具メーカーと激辛タイ料理  |        | 政池洋佑 | 柴田啓佑 |
| 第4話  | 4月28日       | 辛口蕎麦屋と激辛ハバネロ蕎麦    |        | 守口悠介 | 角田恭弥 |
| 第5話  | 5月05日       | 辛口新入社員と激辛ちりとり鍋    |        | 吉本昌弘 | 松本拓   |
| 第6話  | 5月12日       | 辛口同期と激辛焼肉              |        | 政池洋佑 | 柴田啓佑 |
| 第7話  | 5月19日       | 辛口ライバル企業と激辛つけ麺    |        | 守口悠介 | 松本拓   |
| 第8話  | 5月26日       | 辛口プロレス団体と激辛ステーキ  |        | 神田優   | 角田恭弥 |
| 第9話  | 6月02日       | 辛口婚約者と激辛カレー          |        | 政池洋佑 | 松本拓   |
| 第10話 | 6月09日       | 辛口中国企業と激辛中国料理      |        | 神田優   | 角田恭弥 |
| 第11話 | 6月16日       | 辛口中国企業と激辛タンメン      |        | 神田優   | 角田恭弥 |
| 最終話 | 6月23日       | 新たな旅立ち、それぞれの激辛道… |        | 吉本昌弘 | 柴田啓佑 |

## 放送局
| 放送期間                                      | 放送時間                                        | 放送局         | 対象地域       | 備考                     |
| --------------------------------------------- | ----------------------------------------------- | -------------- | -------------- | ------------------------ |
| 2021年1月7日 - 3月25日                        | 木曜 0:12 - 0:52（水曜深夜）                    | テレビ東京     | 関東広域圏     | 製作局                   |
|                                               |                                                 | テレビ大阪     | 大阪府         |                          |
|                                               |                                                 | テレビ愛知     | 愛知県         |                          |
|                                               |                                                 | テレビ北海道   | 北海道         |                          |
|                                               |                                                 | テレビせとうち | 岡山県・香川県 |                          |
|                                               |                                                 | TVQ九州放送    | 福岡県         |                          |
|                                               |                                                 | テレビ和歌山   | 和歌山県       |                          |
| 2021年1月27日 - 3月24日 2021年4月1日 - 4月8日 | 水曜 23:58 - 24:40 木曜 0:00 - 0:42（水曜深夜） | びわ湖放送     | 滋賀県         | [ 注 2 ]                 |
| 2021年4月5日 - 6月21日                        | 月曜 0:35 - 1:15（日曜深夜）                    | BSテレ東（2K） | 全国           |                          |
|                                               |                                                 | BSテレ東4      | 全国           | 4Kアップコンバートで放送 |

| 放送期間                | 放送時間                      | 放送局       | 対象地域   | 備考   |
| ----------------------- | ----------------------------- | ------------ | ---------- | ------ |
| 2023年4月7日 - 6月23日  | 金曜 0:30 - 1:00（木曜深夜）  | テレビ東京   | 関東広域圏 | 製作局 |
|                         |                               | テレビ大阪   | 大阪府     |        |
|                         |                               | テレビ愛知   | 愛知県     |        |
|                         |                               | テレビ北海道 | 北海道     |        |
|                         |                               | TVQ九州放送  | 福岡県     |        |
| 2023年4月19日 - 7月12日 | 水曜 1:28 - 1:58 （火曜深夜） | IBC岩手放送  | 岩手県     |        |
| 2023年5月12日 - 7月28日 | 金曜 0:35 - 1:05 （木曜深夜） | テレビ和歌山 | 和歌山県   |        |

## ネット配信
| 配信開始月 | 配信サイト     | 配信料金     | 備考       |
| ---------- | -------------- | ------------ | ---------- |
| 2021年1月  | ネットもテレ東 | 広告付き無料 | 見逃し配信 |
| 2021年1月  | TVer           | 広告付き無料 | 見逃し配信 |
| 2021年1月  | GYAO!          | 広告付き無料 | 見逃し配信 |
| 2021年1月  | Paravi         | 定額制有料   |            |
| 2021年1月  | ひかりTV       | 定額制有料   |            |

| 配信開始月 | 配信サイト     | 配信料金     | 備考       |
| ---------- | -------------- | ------------ | ---------- |
| 2023年4月  | ネットもテレ東 | 広告付き無料 | 見逃し配信 |
| 2023年4月  | TVer           | 広告付き無料 | 見逃し配信 |
| 2023年4月  | Paravi         | 定額制有料   |            |
| 2023年4月  | Lemino         | 定額制有料   |            |

## Blu-ray&DVD
『ゲキカラドウ』Blu-ray-BOX、DVD-BOX
TCエンタテインメントから2021年8月4日発売。各5枚組（本編：4枚、特典映像：1枚）。
『ゲキカラドウ2』Blu-ray-BOX、DVD-BOX
TCエンタテインメントから2023年10月11日発売。各4枚組（本編：3枚、特典映像：1枚）。

## スピンオフドラマ

### ちょこっとゲキカラドウ
『ちょこっとゲキカラドウ』のタイトルで、動画配信サービス「Paravi」にて、2021年3月17日より毎週水曜21時（S1第2話のみ本編最終回の地上波放送直後）に配信。中村嶺亜演じる篠宮亮介が主人公。

#### 配信日程
| 話数   | 配信日  | サブタイトル                       | 脚本     | 監督     | ゲスト   |
| ------ | ------- | ---------------------------------- | -------- | -------- | -------- |
| 第1話  | 3月17日 | キムチ炊き込みご飯と鶏チャーシュー | 政池洋佑 | 兵藤和広 | 森田甘路 |
| 第2話  | 3月25日 | 冷やし辛子マヨうどん               | 政池洋佑 | 兵藤和広 | 泉里香   |
| 最終話 | 3月31日 | ピリ辛ハバネロ味噌ラーメン         | 政池洋佑 | 兵藤和広 |          |

### ゲキカラドウ2 スピンオフ
『ゲキカラドウ2 スピンオフ』のタイトルで、動画配信サービス「Lemino」にて、2023年4月21日より配信。全3話。

#### 配信日程
| 話数 | 配信日  | サブタイトル |
| ---- | ------- | ------------ |
| #1   | 4月21日 | 山崎編       |
| #2   | 4月28日 | 美優編       |
| #3   | 5月05日 | 秋山編       |